# Kamienica Pod Smokiem w Krakowie
Kamienica Pod Smokiem – zabytkowa kamienica znajdująca się w Krakowie, w dzielnicy I przy ulicy Smoleńsk 18, na Nowym Świecie.
Kamienica została wzniesiona w 1887 roku. Zaprojektowana została przez Teodora Talowskiego. W 1898 roku kamienica została nadbudowana według projektu wykonanego przez Władysława Ekielskiego.
7 maja 1968 kamienica została wpisana do rejestru zabytków. Znajduje się także w gminnej ewidencji zabytków.